# Barclaya longifolia
Barclaya longifolia is een waterplant die voorkomt in Zuidoost-Azië (Zuid-Thailand, Sumatra) en in Nieuw-Guinea. Ze wordt gebruikt in aquaria.

## Toepassing in het aquarium
Deze soort is een wat lastige aquariumplant omdat zij een aparte water samenstelling vereist, namelijk een hoge zuurtegraad met een temperatuur tussen de 25-28 °C. Daarentegen stelt zij niet veel eisen aan de verlichting, mits zij een voedingsrijke bodem heeft.
De bladeren van circa 25 cm, met circa 10 cm lange stelen, komen samen in een rozet. De bladeren worden 2-5 cm breed.